# Landeshauptmann del Vorarlberg
Il Landeshauptmann del Vorarlberg (in tedesco: Landeshauptmann von Vorarlberg), al femminile Landeshauptfrau del Vorarlberg (in tedesco: Landeshauptfrau von Vorarlberg) è il presidente del governo regionale del Vorarlberg.

## Elenco
| Foto | Nome e cognome (vita e morte) | Partito                    | Mandato di carica |
| ---- | ----------------------------- | -------------------------- | ----------------- |
|      | Ulrich Ilg (1905 - 1986)      | Partito Popolare Austriaco | 1945 - 1964       |
|      | Herbert Keßler (1925)         | Partito Popolare Austriaco | 1964 - 1987       |
|      | Martin Purtscher (1928)       | Partito Popolare Austriaco | 1987 - 1997       |
|      | Herbert Sausgruber (1946)     | Partito Popolare Austriaco | 1997 - 2011       |
|      | Markus Wallner (1967)         | Partito Popolare Austriaco | 2011 - in carica  |